# XML Schema
XML Schema, abgekürzt XSD (XML Schema Definition), ist eine Empfehlung des W3C zum Definieren von Strukturen für XML-Dokumente. Anders als bei den klassischen XML-DTDs wird die Struktur in Form eines XML-Dokuments beschrieben. Darüber hinaus wird eine große Anzahl von Datentypen unterstützt.
XML Schema beschreibt in einer komplexen Schemasprache Datentypen, einzelne XML-Schema-Instanzen (Dokumente) und Gruppen solcher Instanzen. Ein konkretes XML-Schema wird auch als eine XSD (XML Schema Definition) bezeichnet und hat als Datei üblicherweise die Endung .xsd. Im Gegensatz zu DTDs kann bei Verwendung von XML-Schemata zwischen dem Namen des XML-Typs und dem in der Instanz verwendeten Namen des XML-Tags unterschieden werden.
Neben XML Schema gibt es weitere Konzepte zur Definition von XML-Strukturen, wie RELAX NG oder Schematron. Auch DTD als Normbestandteil von XML selbst kann verwendet werden.

## Datentypen
XML Schema unterscheidet zwischen einfachen (atomaren) Datentypen und komplexen Datentypen. Der Begriff Typ bezeichnet im nachfolgenden Text jeweils die abstrakte Spezifikation der Struktur eines Abschnitts innerhalb eines XML-Dokumentes. Datentypen in XML Schema werden klassifiziert in eingebaute bzw. vordefinierte (built-in) und benutzerdefinierte (user defined) Datentypen.
In der Spezifikation des W3C für XML Schema sind 19 voreingestellte primitive Datentypen (z. B. boolean, string, float, date und NOTATION) und weitere 25 davon abgeleitete primitive Datentypen (wie ID und integer) definiert.

### Einfache Typen
XML Schema stellt einige grundlegende atomare Datentypen bereit. Die atomaren Datentypen enthalten die „klassischen“ Typen, wie sie zum Teil auch in anderen Typsystemen (z. B. C, Java oder SQL) spezifiziert sind:
- xs:string
- xs:decimal
- xs:integer
- xs:float
- xs:boolean
- xs:date
- xs:time

Hinzu kommen weitere XML-spezifische atomare Typen, unter anderem:
- QName: qualifizierter Name, global eindeutiger Bezeichner. Aufgebaut aus sogenannten NCNames (Non-Colonized Names), wobei jeder NCName bis auf den letzten einen Namensraum (Namespace) bezeichnet. Der letzte NCName entspricht dem lokalen Namen innerhalb des Namensraumes. Die einzelnen NCNames werden mittels Punkt (.) zu einem QName zusammengesetzt.
- anyURI: Uniform Resource Identifier (URI)
- language: Sprachbezeichnung, z. B. de-DE, en-US, fr
- ID: Identifikationsattribut innerhalb von XML-Elementen
- IDREF: Referenz auf einen ID-Wert

Einfache XML-Datentypen dürfen weder XML-Kindelemente enthalten noch XML-Attribute besitzen.
Außer den atomaren Datentypen gehören Listen und Unions (bestehend aus atomaren Elementen und Listen) zu den einfachen Typen:
- Das folgende Beispiel definiert einen neuen XML-Datentyp mit dem Namen monatInt sowie eine Liste monate dieses neuen Typs:

```
<xs:simpleType
 
name=
"monatInt"
>

  
<xs:restriction
 
base=
"xs:integer"
>

    
<xs:minInclusive
 
value=
"1"
/>

    
<xs:maxInclusive
 
value=
"12"
/>

  
</xs:restriction>

</xs:simpleType>

<xs:simpleType
 
name=
"monate"
>

  
<xs:list
 
itemType=
"monatInt"
/>

</xs:simpleType>

```

Eine Instanz des neuen Typs könnte wie folgt aussehen:
```
<monate>

   
1
 
2
 
3
 
4
 
5
 
6
 
7
 
8
 
9
 
10
 
11
 
12

</monate>

```

Die einzelnen Elemente einer Liste werden durch Leerraum (hier: Leerzeichen) getrennt.
- Zu den einfachen Typen gehören zusätzlich noch sogenannte Vereinigungen (englisch unions).

Ein neuer Typ wird als Vereinigungsmenge bereits bestehender Typen definiert. Jede Instanz wählt dann ihren Typ aus dieser Menge.
Das nachfolgende Beispiel definiert einen weiteren Typ monatsname sowie einen Union-Typ monat:
```
<xs:simpleType
 
name=
"monatsname"
>

  
<xs:restriction
 
base=
"xs:string"
>

    
<xs:enumeration
 
value=
"Jan"
/>

    
<xs:enumeration
 
value=
"Feb"
/>

    
<xs:enumeration
 
value=
"Mär"
/>

    
<!-- und so weiter … -->

  
</xs:restriction>

</xs:simpleType>

<xs:simpleType
 
name=
"monat"
>

  
<xs:union
 
memberTypes=
"monatsname monatInt"
/>

</xs:simpleType>

```

XML-Elemente vom Typ monat dürfen entweder ganzzahlige Werte im Bereich 1–12 enthalten oder eine der entsprechenden Monatsbezeichnungen als Zeichenkette. Gültige Instanzen sind beispielsweise:
```
<monat>
Jan
</monat>

<monat>
2
</monat>

```

### Komplexe Typen
In Ergänzung zu den einfachen Typen bieten komplexe XML-Datentypdefinitionen die Möglichkeit, Elementenstrukturen zusammenhängend zu definieren. Solche Strukturen können weitere Elemente und Attribute beinhalten.
Das folgende Beispiel definiert einen neuen Typ pc-Typ mit entsprechenden Kindelementen name, hersteller etc., sowie einem Attribut id:
```
<xs:complexType
 
name=
"pc-Typ"
>

  
<xs:sequence>

    
<xs:element
 
name=
"name"
       
type=
"xs:string"
/>

    
<xs:element
 
name=
"hersteller"
 
type=
"xs:string"
/>

    
<xs:element
 
name=
"prozessor"
  
type=
"xs:string"
/>

    
<xs:element
 
name=
"mhz"
        
type=
"xs:integer"
 
minOccurs=
"0"
/>

    
<xs:element
 
name=
"kommentar"
  
type=
"xs:string"
  
minOccurs=
"0"
 
maxOccurs=
"unbounded"
/>

  
</xs:sequence>

  
<xs:attribute
 
name=
"id"
 
type=
"xs:integer"
/>

</xs:complexType>

```

Die Möglichkeiten zur Definition komplexer Typen sollen hier nur exemplarisch erläutert werden. Der interessierte Leser sei auf die unten angegebenen Links zu den Seiten des W3C verwiesen.
Die Kindelemente eines komplexen Typs können auf drei unterschiedliche Arten kombiniert werden:
- xs:sequence: Eine Liste von Kindelementen wird spezifiziert. Jedes dieser Elemente kann keinmal, einmal oder mehrfach auftreten (Attribute minOccurs und maxOccurs). Falls kein occurs-Attribut vorhanden ist, wird in beiden Fällen der Default-Wert 1 verwendet. Die Elemente innerhalb einer sequence müssen in der angegebenen Reihenfolge auftreten. In dem oben gezeigten Beispiel müssen die Elemente name, hersteller und prozessor genau einmal auftreten, das mhz-Element kann null- oder einmal auftreten, kommentar-Elemente können beliebig oft oder auch gar nicht auftreten.
- xs:choice: Aus einer Liste von Alternativen kann ein Element ausgewählt werden. Das nachfolgende Beispiel definiert einen neuen Typ computer, der als Kindelement entweder ein desktop-Element besitzt (vom Typ pc-Typ) oder ein laptop-Element:

```
<xs:complexType
 
name=
"computer"
>

  
<xs:choice>

    
<xs:element
 
name=
"desktop"
 
type=
"pc-Typ"
/>

    
<xs:element
 
name=
"laptop"
 
type=
"laptop-Typ"
/>

  
</xs:choice>

</xs:complexType>

```

- xs:all: Mittels des xs:all-Tags lässt sich eine Gruppe von Kindelementen definieren, von denen jedes maximal einmal auftreten darf (min- und maxOccurs der Kindelemente dürfen nur die Werte 0 oder 1 annehmen). Die Reihenfolge der Elemente ist beliebig.

#### Beliebiger Inhalt
XML-Elemente mit beliebigem Inhalt lassen sich mittels des Basistyps anyType definieren. Der nachfolgende Code spezifiziert ein kommentar-Element beliebigen Inhalts, d. h. sowohl komplexe XML-Elemente als auch Text können vorkommen.
```
<xs:element
 
name=
"kommentar"
 
type=
"xs:anyType"
/>

```

Sollen in dem Inhalt Text und Tags in beliebiger Reihenfolge vorkommen können, muss der Wert für das Attribut "mixed" auf "true" gesetzt werden:
```
<xs:element
 
name=
"tagname"
>

  
<xs:complexType
 
mixed=
"true"
>

    
<xs:sequence>

      
<xs:element
 
minOccurs=
"0"
 
maxOccurs=
"unbounded"
 
name=
"child"
 
type=
"xs:integer"
/>

      
<!-- Weitere Elemente … -->

    
</xs:sequence>

  
</xs:complexType>

</xs:element>

```

#### Leere Elemente
Von leeren XML-Elementen spricht man, wenn das jeweilige Element aus nur einem einzelnen XML-Tag besteht und keine weiteren XML-Elemente oder Text umschließt (z. B. der XHTML-Zeilenumbruch: <br />). XML Schema bedient sich an dieser Stelle eines kleinen Tricks: Es wird mittels xs:complexType ein neuer Typ definiert, ohne ein Kindelement anzugeben. Da xs:complexType nach Vorgabe nur komplexe XML-Kindelemente als Inhalt zulässt, bleibt das jeweilige Element in diesem Fall leer.

### Ableitung neuer Typen
Neue Datentypen lassen sich zum einen durch die Definition eines neuen Typs erstellen (siehe vorheriger Abschnitt) oder durch die Ableitung eines neuen Typs aus bereits bestehenden.
Bei der Ableitung eines neuen Typs handelt es sich nicht um eine Vererbung im Sinne der Objektorientierung, da keine Eigenschaften vergleichbar den Methoden oder Attribute objektorientierter Klassen vererbt werden. Vielmehr handelt es sich hier um die Wiederverwendung bestehender Typdefinitionen. Dementsprechend ist bei der Ableitung neuer Typen auch keine implizite Substituierbarkeit gegeben, wie sie in anderen Typsystemen üblich ist (explizite Typumwandlungen sind jedoch möglich).
Die Ableitung eines neuen Typs kann auf zweierlei Arten erfolgen: Erweiterung oder Einschränkung.

#### Erweiterung eines Typs
Die Erweiterung eines bisherigen Typs (engl. extension) um weitere Eigenschaften, d. h. neue Elemente oder Attribute werden hinzugefügt.
Im folgenden Beispiel wird der oben definierte Typ pc-Typ um ein Element ram erweitert:
```
<xs:complexType
 
name=
"myPC-Typ"
>

  
<xs:complexContent>

    
<xs:extension
 
base=
"pc-Typ"
>

      
<xs:sequence>

        
<xs:element
 
name=
"ram"
 
type=
"xs:integer"
/>

      
</xs:sequence>

    
</xs:extension>

  
</xs:complexContent>

</xs:complexType>

```

Der neu definierte XML-Typ myPC-Typ besteht aus allen Kindelementen des Typs pc-Typ sowie dem Element ram. Letzteres wird, wie in einer xs:sequence-Definition, an die bisherigen Kindelemente angehängt.

Da keine Substituierbarkeit gegeben ist, darf an einer Stelle an der ein Element vom Typ pc-Typ erwartet wird nicht ohne weiteres ein Element vom Typ myPC-Typ verwendet werden.

#### Einschränkung eines Typs
Durch Einschränkung bereits bestehender Typen (engl. restriction) lassen sich ebenfalls neue Definitionen ableiten. Zu diesem Zweck müssen alle Elementdefinitionen des Basistyps wiederholt werden, verändert um die jeweiligen restriktiveren Einschränkungen. Im folgenden Beispiel wird ein neuer Typ myPC2-Typ von pc-Typ abgeleitet. In diesem Fall darf maximal ein kommentar-Element auftreten (im Gegensatz zu einer beliebigen Anzahl beim Typ pc-Typ)
```
<xs:complexType
 
name=
"myPC2-Typ"
>

  
<xs:complexContent>

    
<xs:restriction
 
base=
"pc-Typ"
>

      
<xs:sequence>

       
<xs:element
 
name=
"name"
       
type=
"xs:string"
/>

       
<xs:element
 
name=
"hersteller"
 
type=
"xs:string"
/>

       
<xs:element
 
name=
"prozessor"
  
type=
"xs:string"
/>

       
<xs:element
 
name=
"mhz"
        
type=
"xs:integer"
 
minOccurs=
"0"
/>

       
<xs:element
 
name=
"kommentar"
  
type=
"xs:string"
 
minOccurs=
"0"
 
maxOccurs=
"1"
/>

      
</xs:sequence>

    
</xs:restriction>

  
</xs:complexContent>

</xs:complexType>

```

Zusätzlich zu der Einschränkung komplexer Typen ist es auch möglich, neue Typen als Einschränkung einfacher Typen zu definieren. Ein Beispiel für eine solche Definition befindet sich bereits im Abschnitt zu den einfachen Typen. Ein neuer Typ monatInt wird als Einschränkung des Typs Integer auf den Wertebereich 1–12 definiert. Grundsätzlich stehen die folgenden Primitive zur Verfügung, um Einschränkungen auf einfachen Typen zu beschreiben:
- length, maxLength, minLength – Beschränkt die Länge eines Strings oder einer Liste.
- enumeration – Beschränkung durch Angabe alternativer Werte
- pattern – Beschränkung durch Angabe eines regulären Ausdrucks
- minExclusive, minInclusive, maxExclusive, maxInclusive – Einschränkung des Wertebereichs.
- totalDigits, fractionDigits – Einschränkung der Dezimalstellen (Gesamtzahl und Nachkommastellen)
- whiteSpace – Behandlung von Leerzeichen und Tabs

Die folgenden Beispiele veranschaulichen die Verwendung dieser Komponenten:
- Körpertemperatur, 3 Dezimalstellen, 1 Nachkommastelle, Minimal- und Maximalwert

```
<xs:simpleType
 
name=
"celsiusKörperTemp"
>

  
<xs:restriction
 
base=
"xs:decimal"
>

    
<xs:totalDigits
 
value=
"3"
/>

    
<xs:fractionDigits
 
value=
"1"
/>

    
<xs:minInclusive
 
value=
"35.0"
/>

    
<xs:maxInclusive
 
value=
"42.5"
/>

  
</xs:restriction>

</xs:simpleType>

```

- Deutsche Postleitzahlen, optionales „D “ gefolgt von fünf Ziffern

```
<xs:simpleType
 
name=
"plz"
>

   
<xs:restriction
 
base=
"xs:string"
>

     
<xs:pattern
 
value=
"(D )?[0-9]{5}"
/>

   
</xs:restriction>

</xs:simpleType>

```

- Größenangabe

```
<xs:simpleType
 
name=
"size"
>

  
<xs:restriction
 
base=
"xs:string"
>

    
<xs:enumeration
 
value=
"XS"
/>

    
<xs:enumeration
 
value=
"S"
/>

    
<xs:enumeration
 
value=
"M"
/>

    
<xs:enumeration
 
value=
"L"
/>

    
<xs:enumeration
 
value=
"XL"
/>

  
</xs:restriction>

</xs:simpleType>

```

Bei der Definition eines Typs ist es möglich festzulegen, ob und auf welche Art von diesem Typ weitere XML-Elementtypen abgeleitet werden dürfen. So kann man zum Beispiel festlegen, dass von einem Typ pc-Typ weitere Typen nur durch das Setzen weiterer Einschränkungen abgeleitet werden dürfen – und nicht durch das Hinzufügen neuer Kindelemente.

## Elementdefinition
Wie im vorangegangenen Abschnitt erläutert erlaubt es XML Schema, neue XML-Datentypen zu definieren und diese bei der Definition eigener XML-Elemente zu verwenden. Das folgende Beispiel veranschaulicht die Verwendung des bereits definierten Typs pc-Typ innerhalb einer Liste von pc-Elementen:
```
<xs:element
 
name=
"pc-liste"
>

  
<xs:complexType>

    
<xs:sequence>

      
<xs:element
 
name=
"pc"
 
type=
"pc-Typ"
 
maxOccurs=
"unbounded"
/>

    
</xs:sequence>

  
</xs:complexType>

</xs:element>

```

Ein entsprechendes XML-Element könnte wie folgt aussehen:
```
<pc-liste>

  
<pc>

    
<name>
Dimension
 
3100
 
</name>

    
<hersteller>
Dell
</hersteller>

    
<prozessor>
AMD
</prozessor>

    
<mhz>
3060
</mhz>

    
<kommentar>
Arbeitsplatzrechner
</kommentar>

  
</pc>

  
<pc>

    
<name>
T
 
42
</name>

    
<hersteller>
IBM
</hersteller>

    
<prozessor>
Intel
</prozessor>

    
<mhz>
1600
</mhz>

    
<kommentar>
Laptop
</kommentar>

  
</pc>

</pc-liste>

```

In diesem Beispiel erfolgt die Spezifikation des anonymen Listentyps direkt innerhalb der Elementdefinition, während die Spezifikation des pc-Typs extern erfolgt.
Bei dem Entwurf eines komplexen XML-Schemas sollte sowohl die Wiederverwendbarkeit und Erweiterbarkeit der einzelnen XML-Elementtypen als auch die Lesbarkeit des Schemas selbst berücksichtigt werden. Die Verwendung anonymer XML-Elementtypen als Teil größerer Elemente gewährleistet im Allgemeinen eine bessere Lesbarkeit kleinerer XML-Schemata. Die Definition und Benennung einzelner, kleinerer und wiederverwendbarer XML-Elementtypen hingegen ermöglicht eine stärkere Modularisierung der XML-Schema-Struktur. Aufgrund der Vielzahl möglicher Anwendungsszenarien haben sich bisher noch keine allgemeingültigen Entwurfsprinzipien für XML-Schemata herausgebildet (vergleichbar den Normalformen für relationale Datenbanken).

## Weiterführende Konzepte und Eigenschaften

### Eindeutige Schlüssel
Vergleichbar den Primärschlüsseln in relationalen Datenbanken lassen sich mittels XML Schema eindeutige Schlüssel definieren. XML Schema unterscheidet zwischen der Eindeutigkeit (engl. unique) und der Schlüsseleigenschaft.
Das nachfolgende Beispiel definiert ein neues Element pc-list mit einer Liste von pc-Kindelementen:
```
<xs:element
 
name=
"pc-list"
>

  
<xs:complexType>

    
<xs:sequence>

      
<xs:element
 
name=
"pc"
 
type=
"pc-Typ"
 
maxOccurs=
"unbounded"
/>

    
</xs:sequence>

  
</xs:complexType>

  
<xs:unique
 
name=
"hersteller-name"
>

    
<xs:selector
 
xpath=
"pc"
/>

    
<xs:field
 
xpath=
"name"
/>

    
<xs:field
 
xpath=
"hersteller"
/>

  
</xs:unique>

  
<xs:key
 
name=
"idKey"
>

    
<xs:selector
 
xpath=
"pc"
/>

    
<xs:field
 
xpath=
"@id"
/>

  
</xs:key>

</xs:element>

```

Die beiden Elemente unique und key selektieren mit einem XPath Pfadausdruck (im Beispiel: pc) eine Menge von pc-Elementen. Für diese Menge muss die jeweilige Eindeutigkeits- bzw. Schlüsselbedingung erfüllt werden.
Im obigen Beispiel wird festgelegt, dass die Kombination der Elemente name und hersteller für jedes pc-Element innerhalb dieser Liste eindeutig sein muss.
Durch das key-Element wird festgelegt, dass das Attribut id innerhalb dieser Liste eindeutig sein muss und von außerhalb referenziert werden kann.
Das folgende Beispiel zeigt die Referenzierung dieses Schlüssels mit dem Attribut refer und dem Schlüsselwort @references.
```
<xs:keyref
 
name=
"idFremdKey"
 
refer=
"idKey"
>

  
<!-- idKey von obigem Beispiel -->

  
<xs:selector
 
xpath=
"computerFremd"
/>

  
<xs:field
 
xpath=
"@references"
/>

</xs:keyref>

```

Beachte
Mit refer bezieht man sich auf das name-Attribut einer Schlüsselbedingung, nicht auf das Schlüsselfeld. Die Werte in references müssen also immer unter den Schlüsseln zu den computern zu finden sein. (Hintergrund dieses Konstrukts ist die Sicherstellung der referentiellen Integrität, wie man sie von relationalen Datenbanksystemen her kennt.)

### Import, Include und Redefine
XML Schema erlaubt es, fremde Schemata wiederzuverwenden.

Hierzu stehen sowohl der include- als auch der import-Tag zur Verfügung sowie die Möglichkeit einer neuen Definition bzw. Anpassung fremder Schemata beim Einbinden.
include
Typdefinitionen innerhalb eines Namensraumes, die auf mehrere Dateien verteilt sind, lassen sich mittels include zusammenfügen.
```
<schema
 
xmlns=
"http://www.w3.org/2001/XMLSchema"

        
xmlns:pcTeile=
"http://www.example.com/pcTeile"

        
targetNamespace=
"http://www.example.com/pcTeile"
>

  
…

  
<include
 
schemaLocation=
"http://www.example.com/schemata/harddisk.xsd"
/>

  
<include
 
schemaLocation=
"http://www.example.com/schemata/ram.xsd"
/>

  
…

</schema>

```

- Mehrere Schemata können inkludiert werden.
- targetNamespace des harddisk.xsd muss mit dem des inkludierenden Schemas übereinstimmen.

redefine
Gleiches Beispiel wie gerade. Annahme es gäbe einen complexType Hersteller im Schema harddisk.xsd.
```
<schema
 
xmlns=
"http://www.w3.org/2001/XMLSchema"

        
xmlns:pcTeile=
"http://www.example.com/pcTeile"

        
targetNamespace=
"http://www.example.com/pcTeile"
>

  
…

  
<redefine
 
schemaLocation=
"http://www.example.com/schemata/harddisk.xsd"
>

    
<!-- redefinition of Hersteller -->

    
<complexType
 
name=
"Hersteller"
>

      
<complexContent>

        
<!-- redefinition of Hersteller mit ''restriction'' oder auch ''extension'' etc. -->

        
<restriction
 
base=
"pcTeile:Hersteller"
>

          
<sequence>

            
<element
 
name=
"hersteller"
 
type=
"string"
 
minOccurs=
"10"
 
maxOccurs=
"10"
/>

          
</sequence>

        
</restriction>

      
</complexContent>

    
</complexType>

  
</redefine>

  
…

  
<include
 
schemaLocation=
"http://www.example.com/schemata/ram.xsd"
/>

  
…

</schema>

```

- redefine kann an Stelle von include verwendet werden.
- Der Name des Typs ändert sich dabei nicht.

import
Der import-Tag erlaubt es, Elemente aus anderen Namensräumen zu importieren, mit einem Präfix zu versehen und
damit Schema-Bestandteile aus unterschiedlichen Namensräumen wiederzuverwenden.

Annahme ist, dass es einen definierten Typ superTyp in pcTeile gibt.
```
<schema
 
xmlns=
"http://www.w3.org/2001/XMLSchema"

        
xmlns:pcTeile=
"http://www.example.com/pcTeile"

        
targetNamespace=
"http://www.example.com/firma"
>

  
…

  
<import
 
namespace=
"http://www.example.com/pcTeile"
/>

  
…

    
<
…

      
<xs:attribute
 
name=
"xyz"
 
type=
"pcTeile:superTyp"
/>

    
…/>

  
…

</schema>

```

## Verwendung von XML-Schemata
Zur Verwendung eines XML-Schemas in einer XML-Datei kann das Attribut schemaLocation des Schema-Instance-Namensraums verwendet werden, um die Adresse des Schemas bekannt zu machen.
Somit ist es einer Anwendung wie beispielsweise einem XML-Parser möglich, das Schema zu laden, sofern es ihm nicht schon bekannt ist. Alternativ kann der Anwendung das Schema aber auch über andere Wege bekannt gemacht werden, z. B. über Konfigurationsdateien. Letztere Möglichkeit ist jedoch nicht standardisiert und somit von Anwendung zu Anwendung verschieden.
In folgendem Beispiel wird ausgedrückt, dass der Standard-Namensraum http://www.w3.org/1999/xhtml ist und dann angegeben, dass das XML-Schema für diesen Namensraum unter www.w3.org/1999/xhtml.xsd aufzufinden ist.
```
<html
 
xmlns=
"http://www.w3.org/1999/xhtml"

      
xmlns:xsi=
"http://www.w3.org/2001/XMLSchema-instance"

      
xsi:schemaLocation=
"http://www.w3.org/1999/xhtml

                          http://www.w3.org/1999/xhtml.xsd"
>

```

Die Definition gilt für das XML-Element, bei dem die Attribute angegeben sind, und alle Kinderelemente.
Soll Elementen, die keinem Namensraum angehören, ein XML-Schema zugeordnet werden, so geschieht dies, wie im folgenden Beispiel gezeigt, mittels des Attributes noNamespaceSchemaLocation.
```
<html
 
xmlns:xsi=
"http://www.w3.org/2001/XMLSchema-instance"

      
xsi:noNamespaceSchemaLocation=
"http://www.w3.org/1999/xhtml.xsd"
>

```

## Beispiel
```
<?xml version="1.0" encoding="UTF-8"?>

<schema
 
xmlns=
"http://www.w3.org/2001/XMLSchema"

        
xmlns:bsp=
"http://de.wikipedia.org/wiki/XML_Schema#Beispiel"

        
targetNamespace=
"http://de.wikipedia.org/wiki/XML_Schema#Beispiel"

        
elementFormDefault=
"qualified"
>

  
<element
 
name=
"doc"
>

    
<complexType>

      
<sequence>

        
<element
 
ref=
"bsp:head"
/>

        
<element
 
name=
"body"
 
type=
"string"
/>

      
</sequence>

    
</complexType>

  
</element>

  
<element
 
name=
"head"
>

    
<complexType>

      
<sequence>

        
<element
 
name=
"title"
 
type=
"string"
/>

      
</sequence>

    
</complexType>

  
</element>

</schema>

```

Dies entspricht, abgesehen vom Namensraum, folgender DTD
```
<!ELEMENT doc (head, body)>

<!ELEMENT head (title)>

<!ELEMENT title (#PCDATA)>

<!ELEMENT body (#PCDATA)>

```

Eine XML-Struktur, die dem Schema entspricht, ist diese:
```
<?xml version="1.0" encoding="UTF-8"?>

<doc
 
xmlns=
"http://de.wikipedia.org/wiki/XML_Schema#Beispiel"
>

  
<head>

    
<title>

      
Dies
 
ist
 
der
 
Titel

    
</title>

  
</head>

  
<body>

    
Dies
 
ist
 
der
 
Text.

  
</body>

</doc>

```